# Salvatore Briguglio
Salvatore „Sally Bugs“ Briguglio (* 4. Februar 1930 in Union City; † 21. März 1978 in Little Italy) war ein amerikanisch-italienischer Mafioso und Auftragsmörder für die New Yorker Genovese-Familie und außerdem Funktionär für die Gewerkschaft Teamsters Union. Ihm werden Folter und Ermordung von über 50 Menschen nachgesagt, er ist außerdem einer der Hauptverdächtigen im Vermisstenfall des ehemaligen Gewerkschaftspräsidenten der Teamsters Jimmy Hoffa. Sein Bruder Gabriel war ebenfalls bei der Mafia.

## Biografie
Briguglio wurde 1930 in Union City, New Jersey geboren, später war er als Soldat im Koreakrieg im Einsatz. Als Mafioso im Rang eines Caporegimes war er Tony Provenzano unterstellt, welcher Vorsitzender der Teamsters-Gewerkschaft Local 560 in Union City war. Für Provenzano führte Briguglio mehrere Auftragsmorde aus, zu seinen weiteren Aufgaben gehörten auch Personenschutz für bedeutende Gewerkschaftsmitglieder, Schuldeneintreibung sowie Schutzgelderpressung.
Einen nachgewiesenen Mord beging er im Juni 1961 an Anthony Castellito, letzterer war selbst Gewerkschaftsfunktionär in der Local 560 und machte Provenzano seinen Platz des Vorsitzenden streitig, da er bei Mitgliedern immer populärer wurde und Provenzano fürchtete, Castellito würde ihn bei den nächsten Wahlen schlagen. Bei der Ermordung kamen Briguglio zwei Gehilfen zur Hand: Erst wurde Castellito zweimal von Briguglio mit einem mit Blei befüllten Gartenschlauch an den Kopf geschlagen, anschließend wurde er mit einem Seil von ihm und einem seiner Gehilfen erdrosselt, die Leiche wurde dann in einem Holzhäcksler zerstückelt.
Im Dezember 1972 wurde er wegen Geldfälschung verurteilt und verbüßte eine 14-monatige Haftstrafe, nachdem er sich schuldig bekannt hatte.
Nach dem Verschwinden von Teamsters-Ikone Jimmy Hoffa am 30. Juli 1975 wurde Briguglio nach Ermittlungen vom FBI verdächtigt, einer der Hauptverantwortlichen für Hoffas Verschwinden zu sein, manche Journalisten vermuteten sogar, dass Briguglio selbst Hoffa ermordet hat und die Leiche verschwinden ließ. Hoffa wollte nach seiner Haftentlassung erneut für das Amt des Präsidenten der Teamsters kandidieren, Briguglios Chef Provenzano hatte eine langanhaltende Fehde mit Hoffa und selber Ambitionen für den Sitz des Präsidenten, zudem sagten Mitwisser wie Ralph Picardo und Frank Sheeran, dass Briguglio an Hoffas Ermordung bzw. Verschwinden beteiligt war.
Da keiner der Verdächtigten in den Folgejahren zu Hoffas Verschwinden Aussagen machten, verfolgte das FBI nun die Taktik, die Verdächtigten wegen anderer Straftaten vor Gericht zu stellen, und so wurde Briguglio wegen des Mordes an Castellito aus dem Jahr 1961 verurteilt, die Verhandlung wurde am 1. Mai 1978 in Kingston, New York angesetzt. Sally Bugs, wie er von Freunden und Bekannten genannt wurde, erlebte dieses Verfahren nicht mehr: Am Abend des 21. März 1978 wurde Salvatore Briguglio in Little Italy auf dem Gehweg mit mehreren Schüssen von zwei Unbekannten aus nächster Nähe erschossen. Er hinterließ eine Frau und zwei Kinder, sein Leichnam wurde in Paramus beigesetzt.

## Theorien über seinen Tod
In seinen als Buch erschienen Memoiren I Heard You Paint Houses gesteht Gangster und Gewerkschaftsfunktionär Frank Sheeran für die Ermordung von Sally Bugs persönlich verantwortlich zu sein. Er habe Briguglio mit seinem Komplizen John Francis aufgelauert, Sheeran habe Briguglio kurz gegrüßt, dieser habe sich umgedreht und zurückgegrüßt und wurde dann von Sheeran wortlos in den Kopf geschossen. Als Grund für Briguglios Ermordung gibt Sheeran an, dass ersterer kurz vor seiner Verhandlung dabei gesehen worden sei, wie er ein Gebäude des FBI betreten habe. Die Cosa Nostra hätte Briguglio daraufhin zur Rede gestellt, dieser habe zwar zugegeben, dort gewesen zu sein, hätte aber niemanden „verpfiffen“. Wer die Auftraggeber waren, verrät Sheeran allerdings nicht.
Für sein Buch The Hoffa Wars führte Autor Dan Moldea ein Interview mit Briguglio einige Tage vor dessen Tod. Moldea beschreibt, dass Briguglio auf ihn einen ausgelaugten und gestressten Eindruck gemacht habe, den Druck durch die staatlichen Verfolgungsbehörden habe man ihm angesehen. Briguglio wird mit den Worten „Ich bereue nichts, außer dass ich in diese Sache mit den Behörden geraten bin. Wenn sie dich wollen, dann gehörst du denen. Ich habe keine Ambitionen mehr. Ich habe in der Gewerkschaft alles erreicht, was man erreichen kann. Da ist nichts mehr, was übrig ist.“ zitiert.
Der Autor des Buches I Heard You Paint Houses, Charles Brandt, vermutet, dass Sally Bugs vom FBI ein Angebot erhalten haben könnte, seine drohende lebenslange Haftstrafe im Gegenzug für Aussagen zum Fall Hoffa zu mildern, ihn mit anderen Worten zum Pentito zu machen. Ein Detroiter Polizist, der auf die Bewachung von Briguglio angesetzt war, sagte, dass sie es nach 1976 speziell auf Briguglio abgesehen hätten, da ihm anzumerken war, dass er anscheinend „etwas loswerden wollte“.
Es ist also davon auszugehen, dass die Cosa Nostra den Mord in Auftrag gab, um zu verhindern, dass Salvatore Briguglio vor Gericht andere Verdächtigte belasten könnte.

## Adaptionen
Salvatore Briguglio wird im Film The Irishman von Louis Cancelmi verkörpert.